# Бурятинський Петро Омелянович
Петро Омелянович Бурятинський (*18 вересня 1923, Бобівці, нині Сторожинецький район, Чернівецька область, Україна) — український педагог, громадський діяч, Почесний ветеран України.

## Біографія
Народився 18 вересня 1923 року у селі Бобівці,  Сторожинецький район, Чернівецька область. Працював 52 роки учителем праці, лаборантом, вихователем пришкільного інтернату Бобівецької школи.
Обирався депутатом 10-ти скликань Бобівецької сільської ради. З 1987 року очолює первинну організацію ветеранів України.

## Відзнаки, нагороди
- Орден «За заслуги» ІІІ ступеня[1].
- Відзнака «Почесний ветеран України».